# 朵思大王
朵思大王是《三國演义》中的南蠻人，禿龍洞洞主，南蠻第一智者，是《三国演义》中的虚构人物。
孟獲在四次被諸葛亮擒獲後，其弟孟優向他介紹了朵思大王。朵思大王利用禿龍洞附近的地勢阻擋住蜀軍，並利用四眼毒泉與之對抗。但是，在營中與孟獲兄弟一同喝醉酒，被歸順了西蜀的楊鋒解往敵軍營寨，獲得釋放。
朵思大王受到孟獲的命令，繼續在三江城抵禦諸葛亮的侵略軍，射毒矢打敗了蜀兵。後來，被孟獲派去守三江城，諸葛亮運用計謀激勵士氣堆起土城攻破了三江，朵思大王被他的戰象踩死。